# Krajevna skupnost Franc Rozman-Stane
Krajevna skupnost Franc Rozman-Stane (krajše KS Franc Rozman-Stane) je bivša krajevna skupnost v Občini Maribor-Tabor. Ime je dobila po narodnem heroju Francu Rozmanu-Stanetu. Sedež KS se je nahajal na Gorkega ulici 48 v bližini Dvorane Tabor v Mariboru. 
Nastala je na podlagi referenduma o ustanovitvi novih krajevnih skupnostih, ki je potekal 17. 12. 1978. KS Franc Rozman Stane je obsegal vse ulice in ceste med: Ulico Pariške komune in Koresovo ulico, od Betnavske ceste do Engelsove ceste, celotno Engelsovo cesto, vzhodni rob ulice od Koresove ulice do Ceste Proletarskih brigad in Ulico Frana Kovačiča od Engelsove ceste do Betnavske ceste.
KS je prenehal z delovanjem v letu 1996, ko se je na podlagi Odloka o razdelitvi Mestne občine Maribor na mestne četrti in krajevne skupnosti več nekdanjih krajevnih skupnosti združilo v enotno Mestno četrt Tabor.